# 埃里克·克洛斯
埃里克·克洛斯（英語：Eric Close，1967年5月24日—）是美國的一位演員。他最著名的作品是在失踪現場中飾演Martin Fitzgerald，以及在音樂之鄉中飾演Teddy Conrad。克洛斯畢業於南加州大學。